# 四斑莖鱂
四斑莖鱂，為輻鰭魚綱鯉齒目鯉齒亞目花鳉科的其中一種，分布於中美洲哥斯大黎加Sixaola河流域，體長可達3.5公分，棲息在植被生長的淺溪流，成小群活動，屬雜食性，以矽藻及有機碎屑為食。

## 擴展閱讀
維基物種上的相關：四斑莖鱂